# Statystyka opisowa
Statystyka opisowa – dział statystyki zajmujący się metodami opisu danych statystycznych uzyskanych podczas badania statystycznego. Celem stosowania metod statystyki opisowej jest podsumowanie zbioru danych i wyciągnięcie pewnych podstawowych wniosków i uogólnień na temat zbioru.
Statystykę opisową stosuje się zazwyczaj jako pierwszy i podstawowy krok w analizie zebranych danych.

## Techniki statystyki opisowej

### Opis tabelaryczny
Dane przedstawiane są w postaci tabel. Dla małych zbiorów danych tabele mogą prezentować wszystkie dane, w przeciwnym przypadku tworzy się różnego rodzaju podsumowania, jak np. szereg rozdzielczy.

### Graficzna prezentacja wyników
Dane prezentowane są w formie graficznej. Podstawowymi narzędziami są tutaj: histogram, wielobok liczebności i krzywa liczebności, które wykreślane są bezpośrednio na podstawie danych z szeregu rozdzielczego; wykres pudełkowy, przedstawiający zależności pomiędzy niektórymi statystykami pozycyjnymi; krzywa Lorenza charakteryzująca koncentrację wartości cechy.

### Wyznaczanie miar rozkładu
Do opisu służą miary rozkładu – różnego rodzaju wielkości obliczane na podstawie uzyskanych danych. Interpretacja wartości tych miar dostarcza informacji na temat charakteru rozkładu cechy.
Miary można podzielić na kilka podstawowych kategorii:
- miary położenia, np. kwantyl
  - w tym miary tendencji centralnej

np. średnia arytmetyczna, średnia geometryczna, średnia harmoniczna, średnia kwadratowa, mediana, moda
- miary zróżnicowania

np. odchylenie standardowe, wariancja, rozstęp, rozstęp ćwiartkowy, średnie odchylenie bezwzględne, odchylenie ćwiartkowe, współczynnik zmienności
- miary asymetrii

np. współczynnik skośności, współczynnik asymetrii, trzeci moment centralny
- miary koncentracji

np. współczynnik Giniego, kurtoza
Poza tym podziałem wyróżnia się miary klasyczne i miary pozycyjne.
Techniki z wymienionych kategorii dostarczają wzajemnie uzupełniających się danych, dlatego najczęściej wykorzystuje się jednocześnie techniki z każdej z tych grup.